# Natalia Nepryaeva
Natalia Mikhaïlovna Nepryaeva (en russe : Наталья Михайловна Непряева) est une fondeuse russe, née le 6 septembre 1995 à Tver. Lors des Jeux olympiques 2018 de Pyeongchang, elle remporte la médaille de bronze lors du relais 4 × 5 km puis l'argent . Pour sa première participation aux Championnats du monde, lors de l'édition 2019 de Seefeld, elle remporte deux médailles de bronze, sur le skiathlon et avec le relais. En 2019, elle devient deuxième de la Coupe du monde, classement qu'elle obtient aussi sur le Tour de Ski 2019-2020, quelques semaines avant de remporter sa première manche à part entière dans la Coupe du monde à Oberstdorf (sprint).

## Biographie

### Débuts internationaux
Elle court ses premières compétitions officielles de la FIS en 2011.
Aux Championnats du monde junior 2013, elle remporte la médaille d'argent au relais. Au Festival olympique de la jeunesse européenne 2013, elle gagne trois médailles dont l'or au relais, l'argent au sprint et le bronze au cinq kilomètres classique.
Aux Championnats du monde junior 2014, elle est victorieuse sur le cinq kilomètres classique et médaillée d'argent au relais. Elle obtient un billet pour la Coupe du monde de Lahti un mois plus tard.
Aux Championnats du monde junior 2015, elle ajoute trois podiums à son palmarès dont deux individuels.
C'est en février 2016, qu'elle marque ses premiers points en Coupe du monde en terminant 28e du trente kilomètres d'Oslo.

### Podiums olympiques et mondiaux: 2018 et 2019
Elle occupe de meilleurs rangs lors de la saison 2017-2018, se classant notamment huitième du mini-Tour de Ruka. Fin janvier, début février, elle remporte la médaille d'argent du skiathlon des championnats du monde des moins de 23 ans derrière Anastasia Sedova, et la médaille de bronze du sprint remporté par la Norvégienne Tiril Udnes Weng. Lors des Jeux olympiques 2018 de PyeongChang, elle termine quatrième du sprint classique derrière Stina Nilsson, Maiken Caspersen Falla et Yulia Belorukova. Également huitième sur le skiathlon, elle termine neuvième du sprint par équipes. Sur le relais 4 × 5 km, elle est alignée en première position, prenant l'initiative d'un « rythme d'enfer » pour éclater la course, avant de transmettre le passage à Yulia Belorukova, Anastasia Sedova puis Anna Nechaevskaya, les Russes terminant à la troisième place. Après les Jeux, elle termine deuxième derrière Krista Pärmäkoski lors du dix kilomètres de Lahti. Elle termine cette saison au treizième rang du classement général, et remporte le classement des moins de 23 ans.

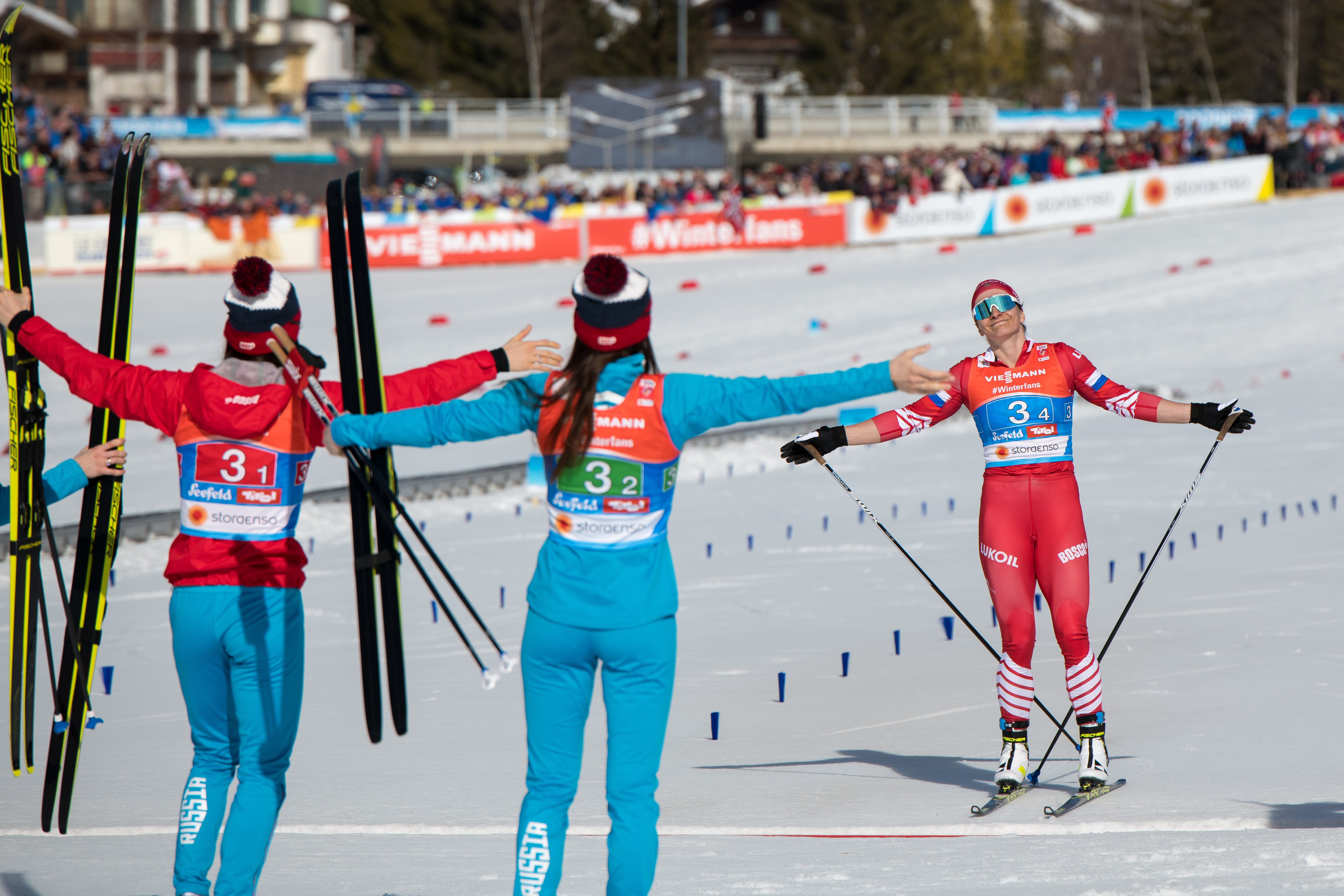
Natalia Nepryaeva franchissant en 3e position la ligne d'arrivée du relais des championnats du monde 2019.

Après deux top 10 lors de l'ouverture de la coupe du monde à Ruka, elle termine huitième du Nordic Opening à Lillehammer, puis obtient une quatrième place à Davos lors d'un dix kilomètres libre. Lors du tour de ski, elle remporte la deuxième étape, un dix kilomètres de Tobach, prenant également la tête du classement provisoire. Elle termine deuxième derrière Ingvild Flugstad Østberg des deux courses suivantes, à Oberstdorf, un dix kilomètres mass-start et un dix kilomètres poursuite. Le classement du dix kilomètres mass-start de Val di Fiemme est identique pour les deux premières. La Norvégienne s'impose finalement sur le tour de ski, Nepryaeva prenant la deuxième place. Après cette compétition, elle remporte deux podiums à Otepää, une deuxième place du sprint derrière Maiken Caspersen Falla et une troisième du dix kilomètres remporté par Therese Johaug devant Ebba Andersson. Elle obtient également une troisième place lors du dix kilomètres de Cogne. Lors des championnats du monde de Seefeld, elle obtient une troisième place de sa première course, le skiathlon, derrière les Norvégiennes Johaug et Ingvild Flugstad Østberg. Avec Yulia Belorukova, elle termine à la quatrième place du sprint par équipes. Lors du relais, elle est alignée en dernière position, sur le parcours libre, l'équipe russe, également formée de Yulia Belorukova, Anastasia Sedova et Anna Nechaevskaya remportant la médaille de bronze. Après notamment deux podiums au trente kilomètres d'Olso et le sprint de Drammen (classique), elle finit cette saison de Coupe du monde à la deuxième place, derrière Østberg à 223 points.

### 2020: confirmation en coupe du monde
Pour sa première course de la saison 2019-2020 de coupe du monde, elle termine à la septième place du sprint d'ouverture du Rika triple, mini-tour où elle termine troisième d'un dix kilomètres classique avant de terminer 18e du général, après un 41e temps de la poursuite finale. Après un mois de décembre où son meilleur résultat est une cinquième place à Davos sur un sprint libre, elle participe au Tour de ski, terminant sixième puis troisième des deux premières étapes, une mass-start puis un sprint. Elle reste dans le top 6 des courses suivantes et termine quatrième de la mass-start clôturant le mini-tour,. Elle termine à la deuxième place du général de la compétition derrière Therese Johaug.
Elle termine deuxième derrière cette dernière lors des deux courses de Nové Město, un dix kilomètres libre puis une poursuite. Sixième à Oberstdorf d'un skiathlon, elle remporte le lendemain le sprint classique devant Anamarija Lampič, sa deuxième sur le circuit de la coupe du monde après l'étape de Tobach du Tour de ski 2018-2019. Elle obtient une deuxième place du sprint classique de Falun derrière la Suédoise Linn Svahn. Malade, elle abandonne après les deux premières étapes du FIS Ski tour, mini-tour disputé en Suède et en Norvège. Après ce tour, elle termine à la cinquième place du trente kilomètres d'Oslo-Holmenkollen. Après l'arrêt de la saison à cause de la COVID-19, elle termine à la troisième place du classement général, derrière les Norvégiennes Therese Johaug et Heidi Weng, terminant également quatrième du classement des courses de distances.
Sur l'épreuve d'ouverture de la coupe du monde 2020-2021, le Ruka triple, elle termine à la dixième place du général, son meilleur résultat sur ce tour étant une cinquième place d'un dix kilomètres classique. Lors de l'étape de Davos, elle termine à la troisième place du sprint derrière l'Américaine Rosie Brennan et Anamarija Lampic. Lors du dix kilomètres du lendemain, elle termine quatrième, derrière Bennan, Yulia Stupak et Hailey Swirbul. Elle est éliminée en demi-finale du sprint de l'étape suoivante, à Dresde. Elle termine le lendemain deuxième derrière les Suissesses Nadine Fähndrich et Laurien van der Graaff du sprint par équipes où elle est associée à Yulia Stupak. Décevante sur le début du Tour de ski, elle réalise le deuxième temps du dix kilomètres classique poursuite, puis s'impose lors de la course suivante, une mass-start classique à Val di Fiemme, devant l'Allemande Katharina Hennig et Ebba Andersson. Elle termine à la septième place du général après une onzième place lors de la poursuite de la dernière étape. Lors de l'étape suivante de la coupe du monde, à Lahti, elle termine sixième du skiathlon puis quatrième avec le relais russe. Lors de la course suivante, un dix kilomètres mass-start, elle se fracture la main, blessure qui l'oblige à se faire opérer des os des troisième et quatrième métacarpiens, opération qui demande une récupération de trois à quatre semaines.
Elle parvient à revenir à temps pour les Championnats du monde d'Oberstdorf, pour remporter la médaille d'argent du relais en tant que finisseuse avec Yana Kirpichenko, Yulia Stupak et Tatiana Sorina.
Aux Jeux olympiques d'hiver de 2022, elle remporte la médaille d'argent du skiathlon derrière la Norvégienne Therese Johaug.

## Palmarès

### Jeux olympiques
| Épreuve / Édition | Sprint                           | Sprint                           | 10 km                            | 10 km                            | Skiathlon 2 × 7,5 km               | 30 km | Relais                              | Relais                              |
| Épreuve / Édition | libre                            | classique                        | libre                            | classique                        | Skiathlon 2 × 7,5 km               | 30 km | Sprint                              | 4 × 5 km                            |
| Pyeongchang 2018  | Épreuve inexistante à cette date | 4e                               | —                                | Épreuve inexistante à cette date | 8e                                 | 24e   | 9e                                  | Médaille de bronze, Jeux olympiques |
| Pékin 2022        | 14e                              | Épreuve inexistante à cette date | Épreuve inexistante à cette date | 4e                               | Médaille d'argent, Jeux olympiques | DNF   | Médaille de bronze, Jeux olympiques | Médaille d'or, Jeux olympiques      |

Légende :
- : première place, médaille d'or
- : deuxième place, médaille d'argent
- : troisième place, médaille de bronze
- : pas d'épreuve
- — : non disputée par Nepryaeva
- DNF : abandon

### Championnats du monde
| Épreuve / Édition | Sprint                           | Sprint                           | 10 km                            | 10 km                            | Skiathlon 2 × 7,5 km      | 30 km | Relais | Relais                    |
| Épreuve / Édition | libre                            | classique                        | libre                            | classique                        | Skiathlon 2 × 7,5 km      | 30 km | Sprint | 4 × 5 km                  |
| Seefeld 2019      | 9e                               | Épreuve inexistante à cette date | Épreuve inexistante à cette date | 7e                               | Médaille de bronze, monde | —     | 4e     | Médaille de bronze, monde |
| Obertsdorf 2021   | Épreuve inexistante à cette date | 22e                              | 12e                              | Épreuve inexistante à cette date | 16e                       | —     | 4e     | Médaille d'argent, monde  |

Légende :
- : première place, médaille d'or
- : deuxième place, médaille d'argent
- : troisième place, médaille de bronze
- : pas d'épreuve
- — : non disputée par Nepryaeva

### Coupe du monde
- 1 gros globe de cristal : vainqueure du classement général en 2022.
- 15 podiums individuels : 2 victoires, 9 deuxièmes places et 4 troisièmes places.
- 2 podiums en relais : 1 victoire et 1 deuxième place.

#### Courses par étapes
- 10 podiums, dont 4 victoires d'étapes.
- Tour de ski : 
  - Vainqueur du Tour de Ski 2021-2022
  - 9 podiums d'étape, dont 4 victoires (10 kilomètres libre de Dobbiaco en 2018-2019), (10 kilomètres classique mass-start à Val di Fiemme en 2020-2021), (sprint classique d'Oberstdorf en 2021-2022) et (mass start 10 km classique d'Oberstdorf en 2021-2022) .
- Nordic Opening : 1 podium d'étape (en 2019-2020)

#### Détail des victoires
| Épreuve / Édition | Sprint | Sprint     | 10 km | 10 km     | Skiathlon 2 × 7,5 km | 15 km | 15 km     | 30 km | Tour de ski ou Nordic Opening |
| Épreuve / Édition | libre  | classique  | libre | classique | Skiathlon 2 × 7,5 km | libre | classique | 30 km | Tour de ski ou Nordic Opening |
| 2019-20           |        | Oberstdorf |       |           |                      |       |           |       |                               |
| 2021-22           |        |            |       |           |                      |       |           |       | Tour de Ski                   |

##### Victoires d'étapes
| Date             | Lieu          | pays      | Compétition | Discipline  |
| ---------------- | ------------- | --------- | ----------- | ----------- |
| 30 décembre 2018 | Dobbiaco      | Italie    | Tour de Ski | 10 km TL    |
| 8 janvier 2021   | Val di Fiemme | Italie    | Tour de Ski | 10 km TC MS |
| 1 janvier 2022   | Oberstdorf    | Allemagne | Tour de Ski | SP TC       |
| 3 janvier 2022   | Val di Fiemme | Italie    | Tour de Ski | 10 km TC MS |

Légende :
TC = classique
TL = libre
MS = départ en masse
HS = départ avec handicap
PU = poursuite

#### Classements détaillés
| Saison / Épreuve | Général | Général | Distance | Distance | Sprint | Sprint |     | Nordic Opening depuis 2011 | Tour de ski depuis 2007          | Finales depuis 2008 Ski tour Canada(2016) |
| ---------------- | ------- | ------- | -------- | -------- | ------ | ------ | --- | -------------------------- | -------------------------------- | ----------------------------------------- |
| Saison / Épreuve | Place   | Points  | Place    | Points   | Place  | Points |     | Nordic Opening depuis 2011 | Tour de ski depuis 2007          | Finales depuis 2008 Ski tour Canada(2016) |
| 2016             | 68e     | 31      | 61e      | 13       | 56e    | 10     | 46e | —                          | 29e                              |                                           |
| 2017             | 78e     | 29      | 75e      | 11       | 58e    | 18     | 37e | —                          | —                                |                                           |
| 2018             | 13e     | 614     | 13e      | 294      | 14e    | 160    | 8e  | 11e                        | DNS                              |                                           |
| 2019             | 2e      | 1431    | 3e       | 692      | 5e     | 311    | 2e  | 8e                         | 12e                              |                                           |
| 2020             | 3e      | 1356    | 4e       | 652      | 4e     | 358    | 18e | 2e                         | Épreuve inexistante à cette date |                                           |
| 2021             | 6e      | 733     | 10e      | 323      | 6e     | 214    | 10e | 7e                         | Épreuve inexistante à cette date |                                           |

### Championnats du monde junior etmoins de 23 ans
| Épreuve / Édition           | Sprint                           | Sprint                           | 5 km                             | 5 km                             | Skiathlon | Relais                   |
| Épreuve / Édition           | libre                            | classique                        | libre                            | classique                        | Skiathlon | Relais                   |
| Mondiaux 2013 Liberec       | Épreuve inexistante à cette date | 4e                               | Épreuve inexistante à cette date | 5e                               | —         | Médaille d'argent, monde |
| Mondiaux 2014 Val di Fiemme | 4e                               | Épreuve inexistante à cette date | Épreuve inexistante à cette date | Médaille d'or, monde             | 5e        | Médaille d'argent, monde |
| Mondiaux 2015 Almaty        | Épreuve inexistante à cette date | Médaille de bronze, monde        | Médaille de bronze, monde        | Épreuve inexistante à cette date | 10e       | Médaille d'argent, monde |

| Épreuve / Édition        | Sprint                    | Sprint                           | 10 km                            | 10 km     | Poursuite 2 × 7,5 km             |
| Épreuve / Édition        | libre                     | classique                        | libre                            | classique | Poursuite 2 × 7,5 km             |
| Mondiaux M23 2016 Râșnov | 23e                       | Épreuve inexistante à cette date | 7e                               | 16e       | Épreuve inexistante à cette date |
| Mondiaux M23 2018 Goms   | Médaille de bronze, monde | Épreuve inexistante à cette date | Épreuve inexistante à cette date | 5e        | Médaille d'argent, monde         |

### Championnats du monde de ski à rollers
- Médaille d'or du dix kilomètres classique en 2019 à Madona.

### Festival olympique de la jeunesse européenne
- Rasnov 2013 :
  -  Médaille d'or du relais mixte.
  -  Médaille d'argent du sprint libre.
  -  Médaille de bronze du cinq kilomètres classique.

### Championnats de Russie
- Championne sur le sprint libre et le dix kilomètres classique en 2018.
- Championne sur le dix kilomètres libre en 2019.
- Championne sur le sprint classique en 2021.